# Union des syndicats de Monaco
L'Union des syndicats de Monaco è l'unico sindacato del Principato di Monaco che raggruppa tutti i sindacati di categoria del Principato di Monaco, è un sindacato fondato nel 1944 che ha raggiunto i seguenti successi dalla fondazione:
- la creazione della Caisses de Sécurité Sociale et de Retraite e del Tribunale del Lavoro
- leggi sociali
- abrogazione del 5 % di rimborso delle spese mediche e delle leggi contro la libertà di sciopero